# Asaf Jah VII
Osman Ali Khan, Asaf Jah VII, född 6 april 1886 i Hyderabad, död 24 februari 1967 samma plats, var nizam i Hyderabadstaten 1911-1948. Han var den siste regerande nizamen i en stat som grundades 1724. Vid Indiens självständighet 1947 försökte han göra Hyderabad självständigt, vilket ledde till att Indien invaderade landet. Den tidigare härskaren blev 1950 rajpramukh, ceremoniell guvernör i delstaten Hyderabad.

## Bakgrund och personlighet
Osman Ali Khan var son till nizam Mahbub Ali Khan. Han var sin utåtriktade fars motsats. Fadern beskrivs som en generös levande människa, medan hans son beskrivs som en snål, inåtvänd ensamvarg, eller med mer välvilja, som poet, filosof, excentrisk och som en duktig administratör. Karaktärsdragen tillskrivs den svåra relationen han hade med sin far och hans sparsamhet förklaras med att han knappt fick några fickpengar.
Hans far tillät inte heller att sonen fick utbildning vid Mayo College, vilket nämns som en förklaring till att nizam Osman Ali Khan hade svårt att relatera till de andra härskarna i Indien och världen i stort. Hans excentriska sida uttrycktes också genom hans stora intresse för bilar. Han var också känd för att inte bry sig särskilt mycket om sitt utseende och föredrog att klä sig enkelt, enligt vissa till och med ovårdat, trots att han hade rykte om sig att vara världens rikaste man.
Osman Ali Khan var en samvetsgrann muslim. Han visade dock sin tolerans mot andra religioner genom att vara närvarande vid hinduiska festivaler och delta i den kristna midnattsmässan på julafton.

## Regeringstid

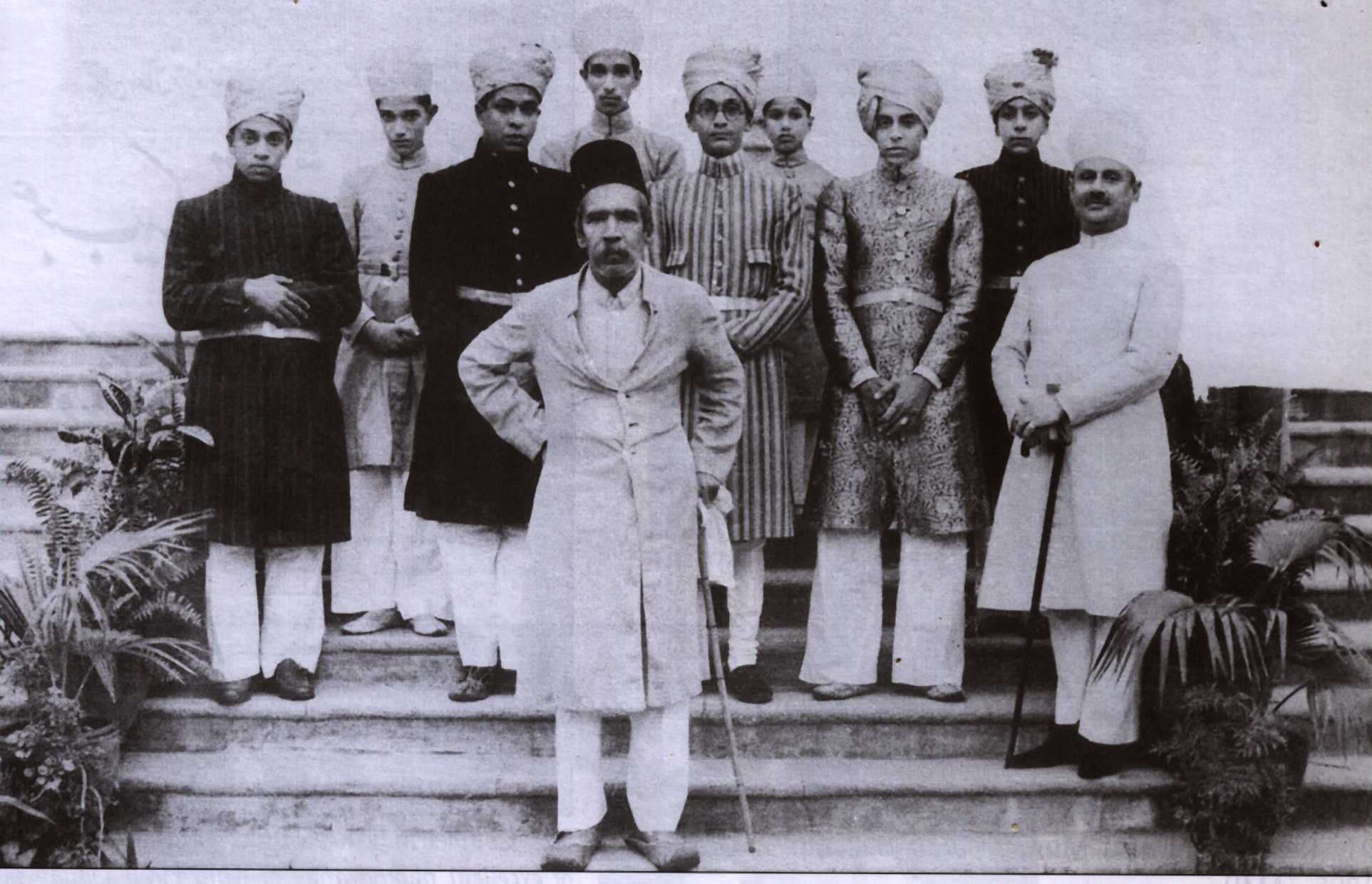
Nizam Osman Ali Khan tillsammans med medlemmar av härskarfamiljen i sultanatet Qu'aiti i Hadramawt.

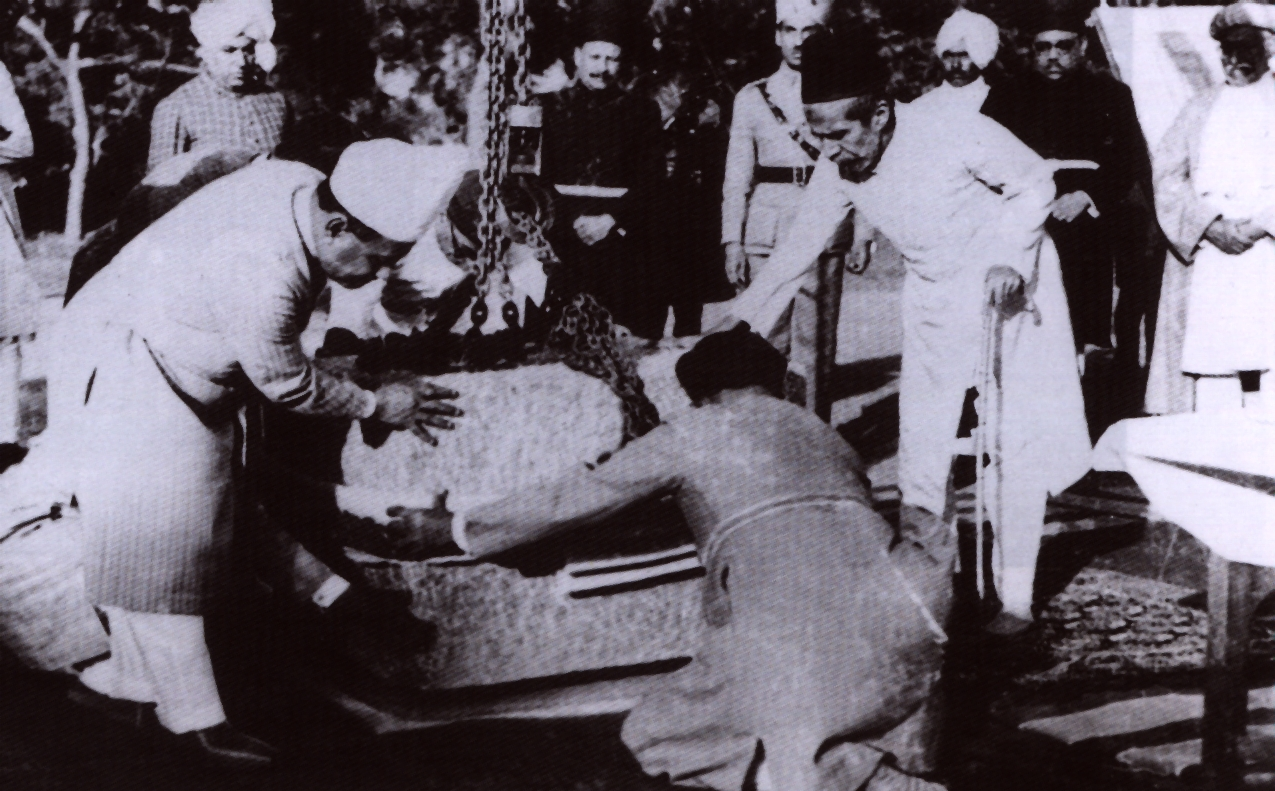
Nedläggning av grundstenen for Government Nizamia General Hospital, också kallat Government Unani Hospital, 1933. Nizam Asaf Jah VII till vänster.

Osman Ali Khan tillträdde tronen 1911. År 1912 blev Salar Jung III statsminister, men avsattes 1914 eftersom nizamen föredrog en svag diwan eller statsminister. Salar Jung III ersattes aldrig och nizamen styrde ensam till 1919 då han efter påtryckningar från britterna återinförde statsministerämbetet.
Under första världskriget utfärdade nizamen ett dekret som krävde av indiska muslimer att de skulle kämpa på brittisk sida, trots att det ledde till att de då kämpade mot andra muslimer i Osmanska riket vars sultan också var kalif, islams högsta ledare. Som belöning för denna lojalitet fick Osman Ali Khan 1918 titeln His Exalted Highness av britterna. Han var ensam om att få denna hederstitel och hans position som den ledande fursten i Indien befästes.
Under Osman Ali Khans tid som nizam genomfördes flera viktiga reformer. Särskilt viktig var utbyggnaden av skolväsendet som började på 1920-talet. Statens första universitet, Osmania University, öppnades 1918 och namngavs efter nizamen.
Under Osman Ali Khans regeringstid kom också förslag till politiska reformer, men de verkliga förändringarna var små och nizamen behöll sin maktposition. Hyderabad låg efter i utvecklingen jämfört med andra furstestater och Brittiska Indien. Nizamen hade en defensiv hållning, och saker ändrades bara om man utsattes för yttre press. Ledande positioner, som statsministerposten, besattes med personer utifrån och Hyderabads egen befolkning hade liten del i den politiska processen. Från 1930-talet blev situationen mer polariserad, men nizamen lyckades inte tillmötesgå sociala och politiska krav. Samtidigt drogs Hyderabad in i de övergripande indiska politiska processerna, och de politiska partierna tog med Hyderabad i sina planer för Indiens framtid och självständighet. 1938 startade hinduiska organisationer en civil olydnadskampanj mot nizamens styre.
Först efter andra världskriget öppnade nizamen för att de politiska partierna skulle spela en ökad roll i regeringsutövningen. Vid denna tidpunkt stödde sig Osman Ali Khan i ökande grad på tanken om ett muslimstyrt Deccan, där hans egen dynasti representerade en effektiv organisation som upprätthöll lag och ordning. Detta stod i strid med planerna som Kongresspartiet hade för Indien efter självständigheten från Storbritannien. Det blev därför det muslimska ytterlighetspartiet Ittihad som dominerade regeringen. Ittihad höll sig med en paramilitär organisation, Razakar, som terroriserade både den hinduiska och muslimska befolkningen, och som deltog på regeringens sida i kampen mot bondeupproren i Telanganaupproret.

## Konflikten med Indien
Vid Indiens delning och självständighet 1947 blev de många furstestaterna tvungna att välja om de ville ansluta sig till Indien eller Pakistan. För stater som Hyderabad, där flertalet av befolkningen hade annan religion än härskaren, kunde detta vara problematiskt. Den hinduiska majoriteten ville ha en anslutning till Indien, medan den muslimska minoriteten ville tillhöra Pakistan. I Hyderabad som var helt omslutet av det som blev det nya självständiga Indien valde nizamen Osman Ali Khan att hellre försöka upprätthålla en självständig ställning för staten Hyderabad. Han formulerade en politik som gick ut på att Hyderabad skulle vara självständig från en ny indisk stat. Man skulle också stå i direkt förbindelse med Storbritannien och ha brittiska trupper stationerade i Hyderabad.
I november 1947 ingicks ett ettårigt stilleståndsavtal mellan nizamen och Indiens regering, men situationen i Hyderabad förvärrades och konflikten med Indien tilltog. Osman Ali Khan bad om stöd från Georg VI och appellerade till FN om att behandla Hyderabads sak, båda sakerna förgäves. I september 1948 invaderade Indien staten. Efter några få dagars krig överlämnade Osman Ali Khan sig. Han blev fråntagen sin makt och en militärguvernör sattes in för att styra staten.
Osman Ali Khan behandlades milt av den indiska regeringen, som inte hade för avsikt att avlägsna nizamdynastin. Efter det indiska övertagandet av staten följde Osman Ali Khan den indiska regeringens önskan och drog tillbaka appellen till FN. Nizamen förlorade dock sin stora privategendom.
Som en försonande handling blev Osman Ali Khan 1950 utnämnd till ceremoniell guvernör i delstaten Hyderabad med titeln rajpramukh. Han behöll den ställningen till 1956, då delstaten delades upp efter språkgränser. Osman Ali Khan levde därefter ett tillbakadraget liv i King Kothi-palatset.

## Äktenskap och familj

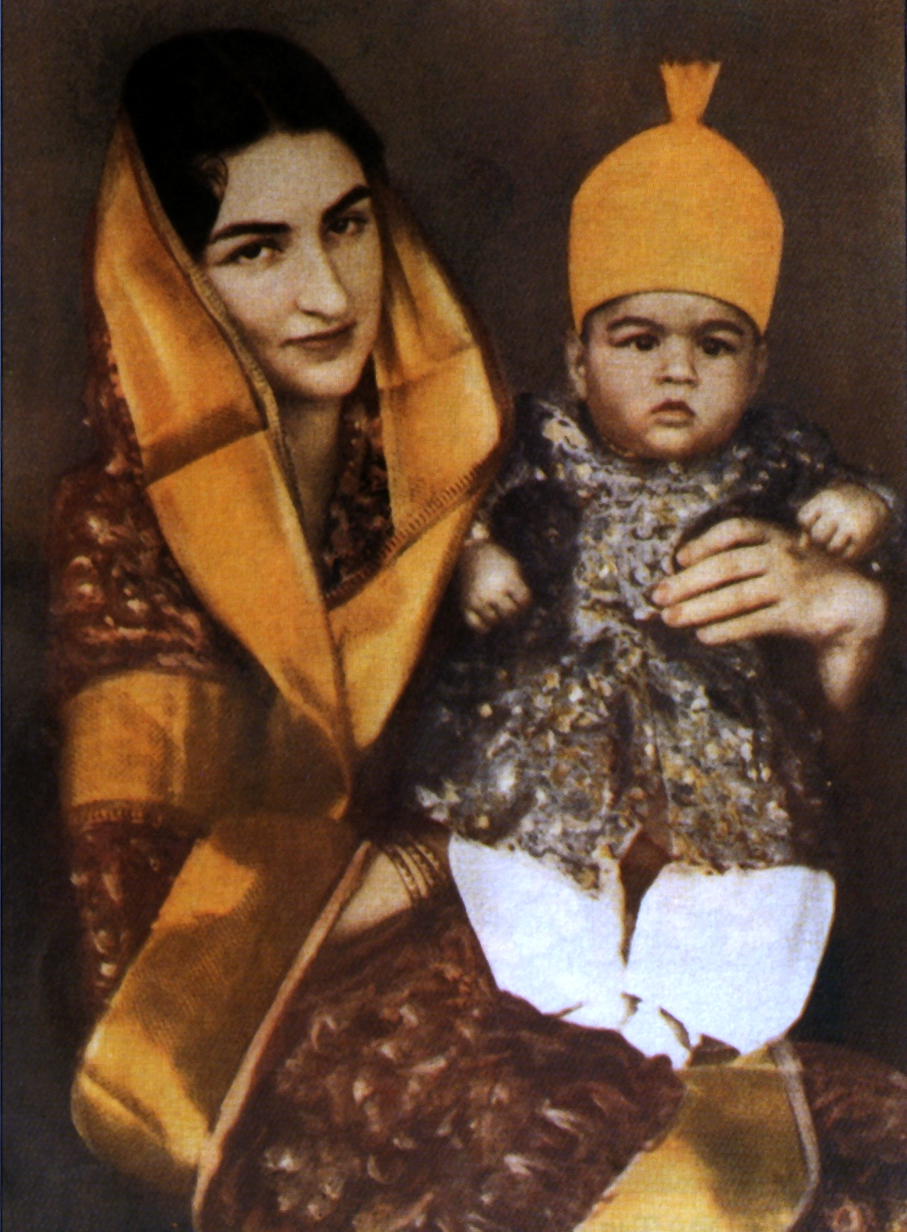
Osman Ali Khans svärdotter Dürrüşehvar Sultan med sonsonen Barkat Ali Khan, som vid farfaderns död 1967 ärvde hans titlar.

Osman Ali Khan gifte sig första gången 1906 med Azam-un-Nisa Begum, också känd som Dulhan Pasha Begum. Med sin första fru fick han sönerna Himayat Ali Khan (1907–1970) och Shajaat Ali Khan (1907–1987) och dottern Shahzadi Pasha.
År 1931 gifte Osman Ali Khan bort sina söner till en dotter och en systerdotter av Abd ül-Mecid II, tidigare sultan av Osmanska dynastin och kalif, som då levde i exil i Nice. Därmed bildades en äktenskapsallians mellan världens två ledande muslimska dynastier. Kronprinsen, Azam Jah Himayat Ali Khan, ingick äktenskap med prinsessan Dürrüşehvar Sultan.
Han hade också tre andra fruar och omkring 40 konkubiner. År 1955 var 33 av hans barn i livet.
Det uppstod en konflikt mellan Osman Ali Khan och hans äldste son. Nizamen bestämde därför att titlarna skulle gå i arv till barnbarnet Barkat Ali Khan (född 1933). Han har sedan Osman Ali Khans död 1967 varit överhuvud för dynastin.

## Utmärkelser
Osman Ali Khan hade en rad titlar och mottog flera brittiska utmärkelser. Han blev 1911 storkommendörriddare av Indiens stjärnorden och 1917 storkorsriddare av Bathorden. För sitt stöd i första världskriget hedrade britterna honom med titeln His Exalted Highness. Han fick också titeln Faithful Ally of the British Government.